# Dypsis angusta
Dypsis angusta är en enhjärtbladig växtart som beskrevs av Henri Lucien Jumelle. Dypsis angusta ingår i släktet Dypsis och familjen Arecaceae. IUCN kategoriserar arten globalt som starkt hotad. Inga underarter finns listade i Catalogue of Life.